# Petrinci
Petrinci – wieś w Słowenii, w gminie Sodražica. W 2018 roku liczyła 36 mieszkańców.